# Теодор Шемельовський
Теодо́р Шемельо́вський (пол. Teodor Szemelowski;; 1 березня 1813, Дрогобич — 1 листопада 1871, Самбір) — галицький політик українського походження, посол до Галицького сейму і парламенту Австро-Угорщини 1-го скликання (1861—1867), адвокат і бурмистр у Самборі.

## Життєпис
Закінчив гімназію в Самборі. В 1829-1831 рр. навчався на філософських студіях, а в 1831-1835 рр. на правничому факультеті Львівського університету. 7.07.1837 р. у Львові отримав звання доктора права.
Працював у Львові юридичним стажером, юрист з 1848 р. З 1855 р. в Самборі.

## Громадська діяльність
У 1861-1867 рр. був послом (депутатом) у Галицький сейм, обраний у виборчому окрузі міста Самбора. В 1867-1871рр.— депутат Самбірської повітової ради (в 1870-1871 рр. входив у повітовий комітет). У 1867-1871 рр. — мер Самбора.
Посол до парламенту Австро-Угорщини у 1861—1865 роках від міст Перемишль, Ярослав, Дрогобич і Самбір.

## Родина
Брат Юліан Шемельовський — посол до Галицького сейму 3-го скликання (1870—1873), бурмистр Львова (1868—1871).